# 三菱・トレディア
トレディア（Tredia ）は、三菱自動車工業が製造・販売していたセダン形乗用車である。
車名を日本語に直訳すると「三菱」であった。

## 概要
プラットフォームを含め、基本的な部分は同社のミラージュをベースにしており、ミラージュとギャランΣ／エテルナΣとの間を埋める車種として登場した。
また、初代シャリオのベースにもなった。取扱販売店はカープラザ店。
各コンポーネンツを共有する姉妹車として、3ドアファストバッククーペのコルディアがあった。
イメージキャラクターにはアメリカのテニス選手、ヴィンセント・ヴァン・パタンを起用した。

## 歴史
- 1982年2月 - コルディアの4ドアセダンとして発売。
- 1983年7月 - 兄弟車のコルディアと共にターボモデルのエンジンがECI化された1,800ccのG62Bに換装。愛称はエレクトロジェットターボ。ボンネットのエアスクープは消滅。ターボモデルのMTは4M/Tのスーパーシフトから5M/Tに変更[2]。1600スーパーサルーン・エクストラ追加。
- 1984年10月 - マイナーチェンジ[3]。フロントグリル、テールランプ、ステアリングホイールのデザイン、シートや内装を変更。1,800cc/1,600ccをエレクトロ・キャブレターへと変更しパワーアップ。1,800ccにパートタイム4WDモデルを追加。1,400ccを廃止。
- 1985年10月 - 一部変更。1800 4WD・GXを追加。
- 1987年12月 - コルディアと同時に生産終了。以後は在庫のみの対応となる。
- 1988年1月 - 3代目ミラージュセダンに統合される形で国内での販売を終了。
- 1990年 - 国外での販売を終了。トレディアの名称は一代限りで消滅。
- 1995年 - トレディアと同格のセダン型乗用車「カリスマ」が欧州で販売される。
- 1996年10月 - 事実上の後継モデル「カリスマ」が日本でも発売開始。

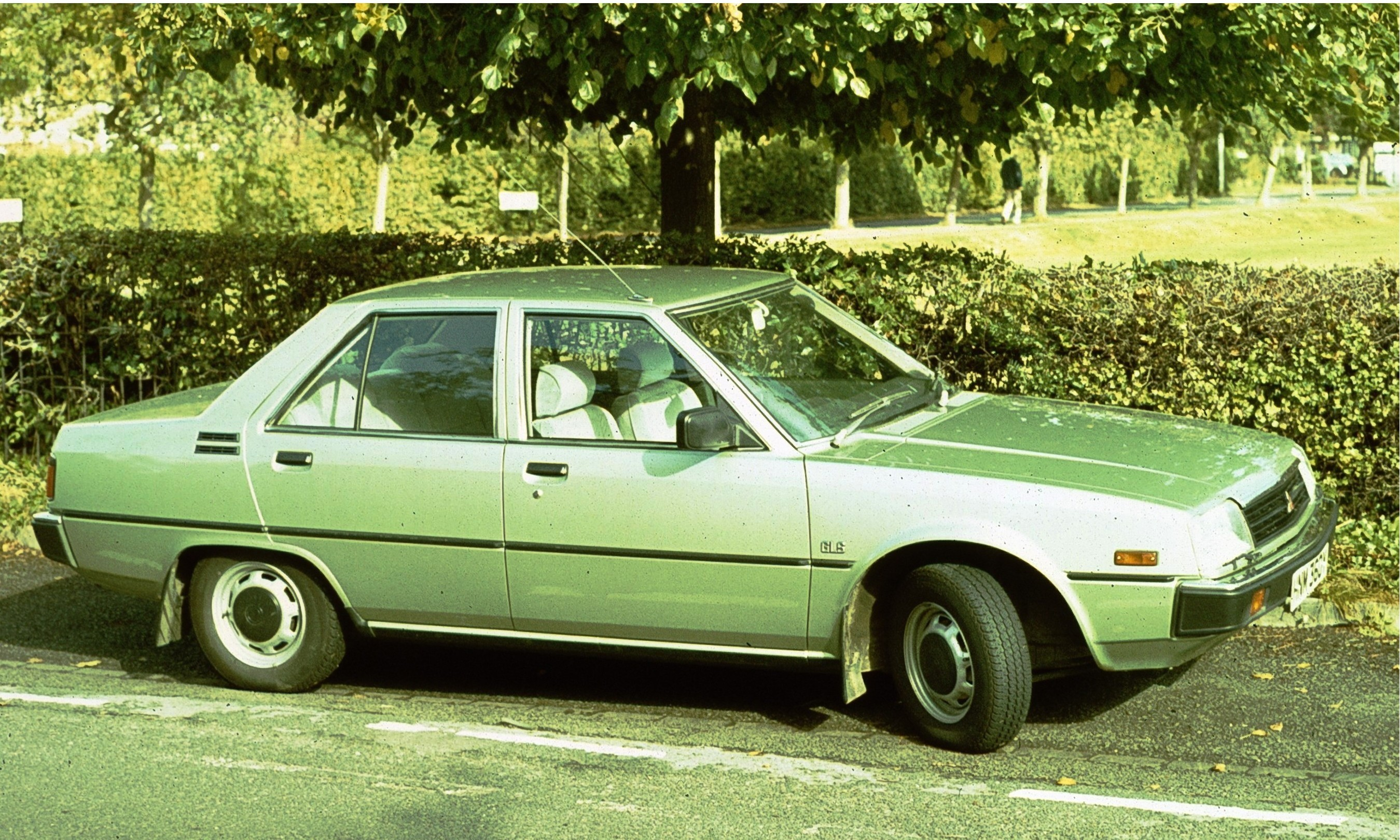
前期型（国外仕様）
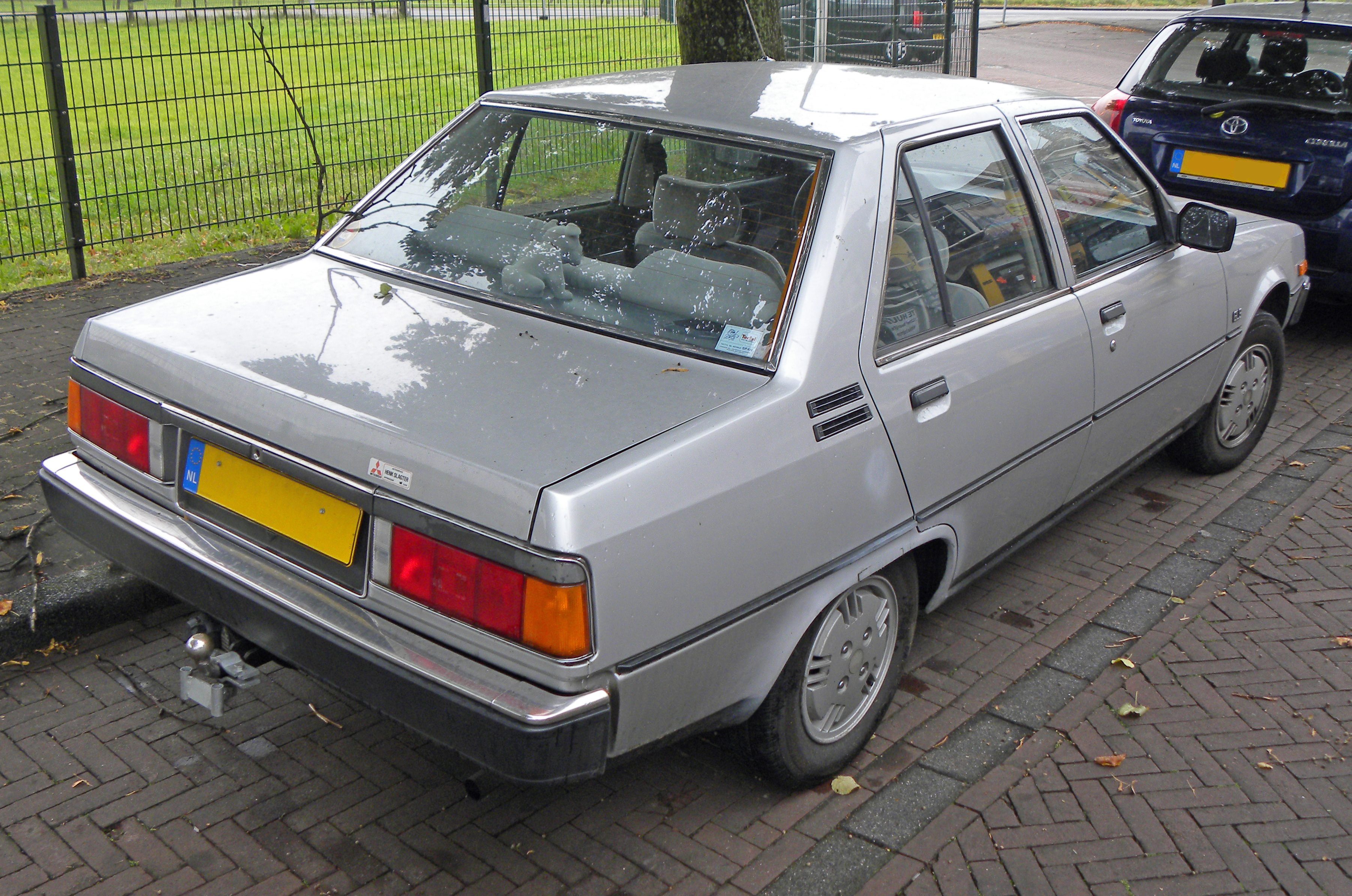
前期型（国外仕様） リア
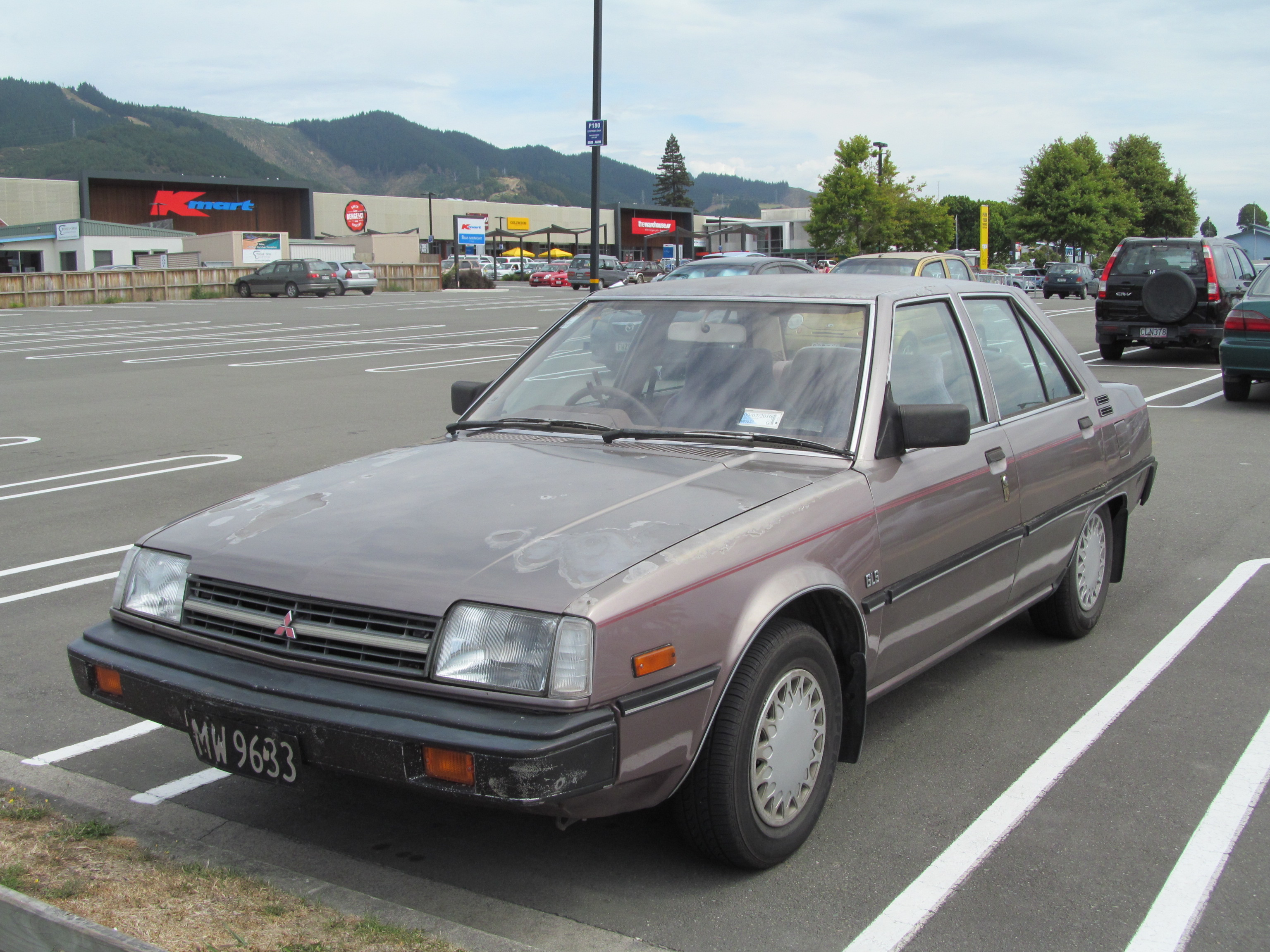
後期型（国外仕様）

## 車名の由来
- イタリア語で3つを意味する「TRE」とダイヤモンドの「DIA」をあわせた造語で、3つのダイヤ、すなわち三菱を意味している。